# Мартинес, Диего
Диего Альфонсо Мартинес Бальдерас (исп. Diego Alfonso Martinez Balderas; род. 15 февраля 1981, Мехико, Мексика) — мексиканский футболист, полузащитник. Известен по выступлениям за клубы «Гвадалахара», «Некакса» и сборную Мексики. Участник Олимпийских игр 2004 года.

## Клубная карьера
Мартинес начал профессиональную карьеру в клубе «Некакса». 16 сентября 2001 года в матче против «Монаркас Морелия» он дебютировал в мексиканской Примере. 2 ноября в поединке против «Ла-Пьедад» Диего забил свой первый гол за «Некаксу». Спустя полгода он завоевал место в основе и в 2002 году помог команде завоевать серебряные медали чемпионата. За пять сезонов в составе «Некаксы» Мартинес сыграл более 150 матчей.
В 2006 году Диего перешёл в «Гвадалахару». Сумма трансфера составила 1,5 млн. евро. В том же году он помог новой команде выиграть чемпионство. В 2007 году Мартинес на правах аренды перешёл в «Монаркас Морелия», а летом 2008 года выступал за УАНЛ Тигрес.
В начале 2009 года Диего вновь был отдан в аренду. Его новым клубом стал «Монтеррей». 25 января в матче против «Индиос» он дебютировал за новую команду. В начале 2010 года Мартинес опять на правах аренды перешёл в «Сан-Луис». 18 февраля в поединке против «Пуэблы» он дебютировал за новую команду.
Вторую половину года Диего на правах аренды провёл в Лиге Ассенсо, выступая за «Веракрус». 9 августа в матче против «Гуэррорс» он дебютировал за «акул». В 2011 году Мартинес на правах аренды ушёл в «Ла-Пьедад», но так и не дебютировал за команду, проведя всё время на скамейке запасных. В 2013 году он на правах свободного агента перешёл в «Керетаро», но так и не пробившись в основу завершил карьеру. В 2016 году мексиканский полузащитник перешёл в клуб США "Нью Йорк Сити" в качестве свободного агента.

## Международная карьера
4 февраля 2003 года в товарищеском матче против сборной Аргентины Мартинес дебютировал за сборную Мексики. 10 марта 2004 года в поединке против команды Эквадора он забил свой первый гол за национальную команду.
В том же году в составе олимпийской сборной Мексики Диего принял участие в Олимпийских играх в Афинах. На турнире он сыграл в матчах против Мали, Южной Кореи и Греции.

### Голы за сборную Мексики
| #  | Дата            | Место                                           | Противник  | Счёт | Результат | Соревнование      |
| -- | --------------- | ----------------------------------------------- | ---------- | ---- | --------- | ----------------- |
| 1. | 10 марта 2004   | Виктор Мануэль Рейна, Тустла-Гутьеррес, Мексика | Эквадор    | 2:1  | 2:1       | Товарищеский матч |
| 2. | 31 марта 2004   | Стабхаб Сентер, Карсон, США                     | Коста-Рика | 2:0  | 2:0       | Товарищеский матч |
| 3. | 26 октября 2005 | Этсадио Технологико, Гвадалахара, Мексика       | Уругвай    | 2:1  | 3:1       | Товарищеский матч |

## Достижения
Командные
 «Гвадалахара»
- Чемпионат Мексики по футболу — Апертура 2006